# Chlorochrysa nitidissima
La tangara o tángara multicolor (Chlorochrysa nitidissima) es una especie de ave paseriforme de la familia Thraupidae, perteneciente al  género Chlorochrysa. Es endémica de Colombia.

## Distribución y hábitat
La tángara multicolor es endémica del interior de los bosques subandinos de las cordilleras Central y Occidental de los Andes de Colombia, entre los 900 y 2100 m de altitud. Su distribución incluye los departamentos de Cauca, Valle del Cauca, Chocó, Quindío, Risaralda, Caldas, y Antioquia.
Esta especie es considerada poco común y local en sus hábitats naturales: los bosques húmedos de montaña y clareras adyacentes, principalmente entre los 1400 y 2000 m de altitud. Prefiere bosques maduros, sin embargo también utiliza bosques secundarios y bordes de bosque. Los registros más recientes de la especie provienen del departamento del Valle del Cauca, en donde es residente permanente y aún relativamente común, incluso en fragmentos de bosque pequeños.

## Descripción
Mide entre 12 a 14 cm de longitud total del cuerpo. La cola mide de 4 a 5 cm, y la envergadura de las alas de 6 a 7 cm. Los machos tienen la frente, corona, garganta, y la parte superior de la espalda de color amarillo brillante; el centro de la garganta naranja dorado; la región auricular y el centro del abdomen negros; nuca y alas verde esmeralda; presenta una mancha en forma de trapecio entre el oído y el hombro, la mitad superior negra y a inferior roja; el pecho, abdomen, la parte inferior de la espalda y rabadilla son azules. Las hembras tienen la espalda verde amarillenta (sin el parche amarillo), y el pecho y abdomen verdes. Los inmaduros de esta especie son principalmente verde opaco.

## Alimentación
Comúnmente esta especie se encuentra asociada a bandadas mixtas, en el estrato más alto del bosque. Usualmente busca insectos debajo de las hojas, colgándose de las ramas más externas de los árboles de forma acrobática. Numerosos registros indican que además se alimenta de frutos maduros, principalmente de los géneros Cordia, Miconia, Palicourea y Ficus.

## Reproducción
La información sobre comportamiento y épocas reproductivas de la tángara multicolor, provienen principalmente de registros aislados. En su libro, Hilty y Brown reportan un juvenil de cola corta con dos adultos el 1 de noviembre, y un juvenil avanzado el 8 de enero, en la Cordillera Occidental, arriba de Cali, Valle del Cauca. En agosto de 1990 se registraron dos adultos alimentando polluelos en la misma área, y en enero del 2000 se observaron un juvenil y dos adultos comiendo fruta cerca de la Reserva Forestal Protectora Regional de Bitaco en Chicoral, Valle del Cauca. El 11 de febrero de 2011, un juvenil y un macho adulto fueron avistados en el kilómetro 18 de la vía Cali-Buenaventura. Los registros de la Cordillera Central incluyen juveniles de la especie observados en el Santuario de Flora y Fauna Otún-Quimbaya, y en el Parque Regional Ucumarí, en el departamento de Risaralda. También se avistaron dos juveniles y dos adultos en marzo de 2000, en La Magdalena, cerca de Buga, Valle del Cauca. Tres especímenes en condición reproductiva, y un ave inmadura también fueron colectados en mayo y en junio en la Cordillera Central (especímenes depositados en el USNM). Estos datos de forma colectiva sugieren que los adultos de esta especie se reproducen desde noviembre hasta agosto, un patrón común entre las aves tropicales.

## Estado de conservación
La tangara miulticolor ha sido calificada como casi amenazada por la Unión Internacional para la Conservación de la Naturaleza (IUCN) debido a que se encuentra en unos pocos sitios (seis a diez) y su pequeña población, estimada entre 13 000 a 35 000 individuos maduros, es fragmentada en sub-poblaciones muy pequeñas y se presume estar en decadencia como resultado de la continua pérdida de hábitat. Hasta el año 2016 era calificada como vulnerable; solía ser común, pero sus poblaciones han disminuido en los últimos años debido a la destrucción de su hábitat, y ahora sólo se registra en fragmentos de bosque remanentes. Pérdida y fragmentación del hábitat son las amenazas principales de la especie: aproximadamente 81% de su hábitat se ha perdido hasta la fecha. Renjifo sugirió que esta especie es bastante sensible a la fragmentación del hábitat, ya que la registró en 16% de los muestreos realizados en el interior del bosque continuo, pero solo en 3% de los muestreos realizados en fragmentos de bosque. La expansión de redes de carreteras dentro del hábitat de la tángara multicolor ha llevado a aumentos en la tala de árboles, y otras actividades como minería, agricultura, y asentamientos humanos. Aunque el rango de esta especie se encuentra dentro de áreas protegidas con grandes extensiones de bosque como los parques nacionales Farallones de Cali, Munchique, y Los Nevados, la mayoría de registros recientes provienen de bosques privados y sin protección dentro del departamento del Valle del Cauca. Algunas acciones de conservación propuestas hasta el momento incluyen incrementar el número y tamaño de las áreas protegidas dentro del rango de la especie, así como también reforzar acciones de conservación dentro de las áreas protegidas ya establecidas. También se requiere más investigación científica acerca de esta especie para estimar de forma adecuada el tamaño de las diferentes subpoblaciones, y conocer más acerca de su biología y ecología.

## Sistemática

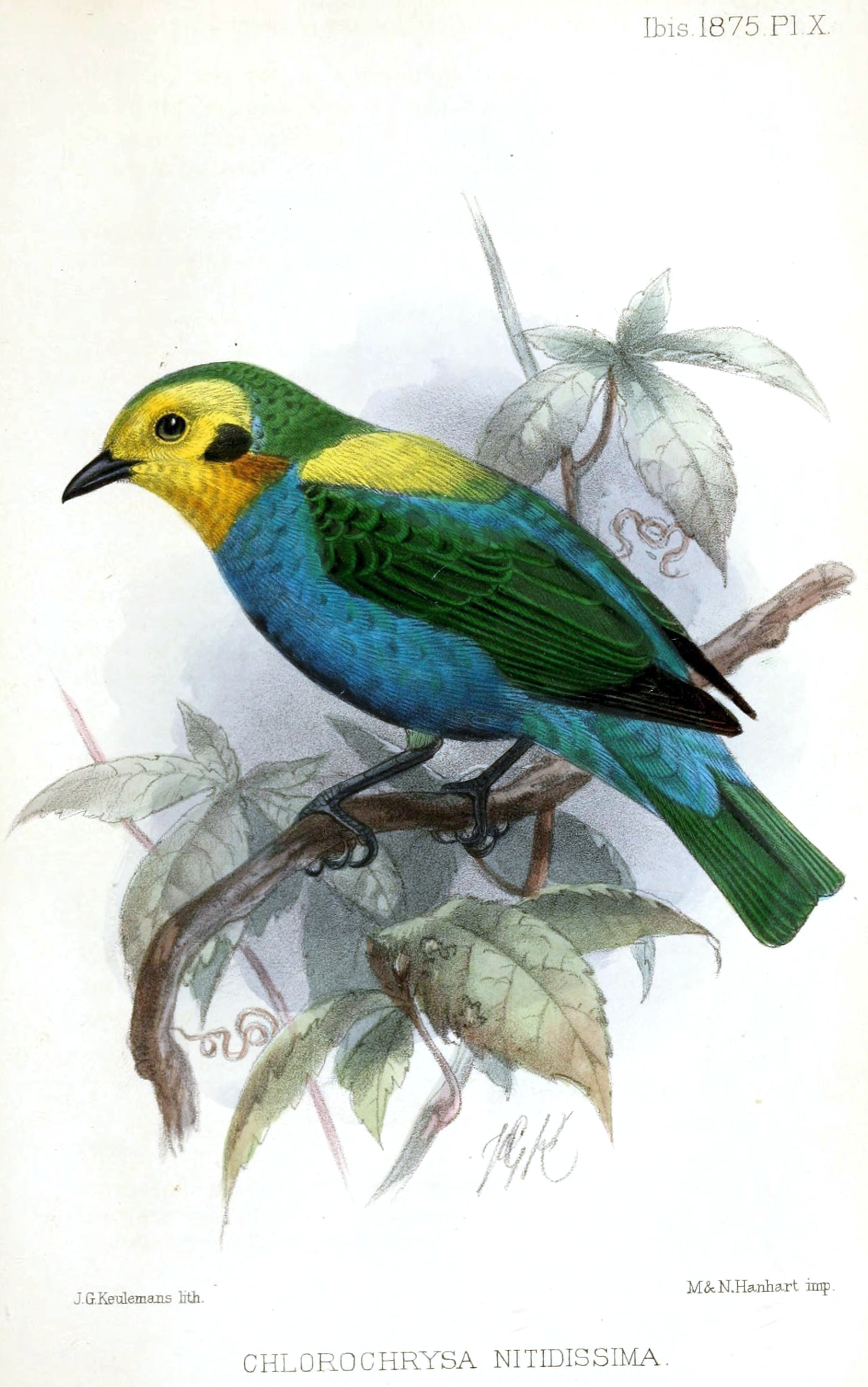
Chlorochrysa nitidissima, ilustración de Keulemans en The Ibis, 1875.

### Descripción original
La especie C. nitidissima fue descrita por primera vez por el zoólogo británico Philip Lutley Sclater en 1874 bajo el mismo nombre científico; su localidad tipo es: «Antioquia, Colombia».

### Etimología
El nombre genérico masculino «Chlorocrysa» se compone de las palabras griegas «khlōros»: verde, y «khrusos»: dorado; en referencia al colorido de las especies; y el nombre de la especie «nitidissima» del latín  «nitidissimus»: más brillante.

### Taxonomía
Los amplios estudios filogenéticos recientes demuestran que la presente especie es hermana de Chlorochrysa calliparaea, y el par formado por ambas es hermano de Chlorochrysa phoenicotis. Es monotípica.